# Heranwachsender
Heranwachsender ist nach dem Recht Deutschlands gemäß § 1 Abs. 2 Jugendgerichtsgesetz (JGG) jede Person, die zur Zeit der Tat das 18. Lebensjahr, aber noch nicht das 21. Lebensjahr vollendet hat. Nach dem Recht Österreichs lautet die altersgemäß identische Entsprechung gemäß § 1 Z 5 Jugendgerichtsgesetz junger Erwachsener. Gesonderte Bestimmungen gelten außerdem für Personen, die das 27. Lebensjahr noch nicht vollendet haben. So kann nach § 106 JGG das Gericht für diesen Personenkreis eine Sicherungsverwahrung in einer sozialtherapeutischen Einrichtung verfügen.

## Deutschland
Vor 1953 gab es im Strafrecht keine besonderen Bestimmungen für 18- bis 20-Jährige.
Von 1953 bis zum 31. Dezember 1974 war das bundesdeutsche Jugendgerichtsgesetz auf die 18- bis 20-Jährigen Heranwachsenden nur ausnahmsweise bei einer Reifeverzögerung anwendbar, obwohl sie nach damaligem Recht noch nicht volljährig waren.
Nach einer Gesetzesänderung wurde mit Wirkung zum 1. Januar 1975 die Volljährigkeit von der Vollendung des 21. auf die Vollendung des 18. Lebensjahres herabgesetzt (§ 2 BGB). Die Anwendung des Jugendstrafrechts auf Heranwachsende ist jedoch weiterhin dann begründet, „wenn die Gesamtwürdigung der Persönlichkeit des Täters bei Berücksichtigung auch der Umweltbedingungen ergibt, dass er zur Zeit der Tat nach seiner sittlichen und geistigen Entwicklung noch einem Jugendlichen gleichstand oder es sich nach der Art, den Umständen oder den Beweggründen der Tat um eine Jugendverfehlung handelt“ (§ 1, § 105 Abs. 1 JGG). Wenn also Reiferückstände in der Person des Heranwachsenden vorhanden sind oder die abzuurteilende Tat jugendtypische Züge aufweist, gelten die Vorschriften des Jugendgerichtsgesetzes als lex specialis zum Strafgesetzbuch (StGB). Höchststrafe ist dann eine zehnjährige Jugendstrafe; bei Mord (seit einer Gesetzesänderung von 2012) fünfzehn Jahre Jugendstrafe, wenn das normale Höchstmaß wegen der besonderen Schwere der Schuld nicht ausreicht (§ 105 Abs. 3 JGG).
Wenn nach Ausschöpfung aller Aufklärungsmöglichkeiten Zweifel verbleiben, ist (in dubio pro reo) nach ständiger Rechtsprechung des Bundesgerichtshofes auf Heranwachsende Jugendstrafrecht anzuwenden.
Die Entscheidung, ob ein Heranwachsender nach allgemeinem oder nach Jugendstrafrecht zu verurteilen ist, entscheidet der Jugendrichter, das Jugendschöffengericht oder die Jugendkammer als gesetzlicher Richter, die im Jugendstrafverfahren beteiligte Jugendgerichtshilfe nimmt zu dieser Frage zuvor Stellung.
Schwerwiegendere Entwicklungsmängel können Anlass zu der Prüfung geben, ob die Schuldfähigkeit nach § 20 bzw. § 21 StGB ausgeschlossen oder vermindert ist.
Verfahrensrechtliche Grundlage für eine Altersbestimmung ist gegebenenfalls § 81a Strafprozessordnung (StPO).
Im Jahr 2015 wurden rund 2/3 der Heranwachsenden nach Jugendstrafrecht abgeurteilt, die meisten in Hamburg, im Saarland und in Schleswig-Holstein. In den alten Bundesländern wird von § 105 JGG häufiger Gebrauch gemacht als in den neuen.

## Österreich
Nach § 1 JGG ist Unmündiger, wer das vierzehnte Lebensjahr noch nicht vollendet hat. Jugendlicher ist, wer das vierzehnte, aber noch nicht das achtzehnte Lebensjahr vollendet hat und junger Erwachsener ist, wer das achtzehnte, aber noch nicht das einundzwanzigste Lebensjahr vollendet hat.
Wer das 14. Lebensjahr noch nicht vollendet hat und eine mit Strafe bedrohte Handlung begeht, ist stets straflos. Ein Jugendlicher, der eine mit Strafe bedrohte Handlung begeht, ist nicht strafbar, wenn er aus bestimmten Gründen noch nicht reif genug ist, das Unrecht der Tat einzusehen oder nach dieser Einsicht zu handeln, oder er vor Vollendung des sechzehnten Lebensjahres ein Vergehen begeht, ihn kein schweres Verschulden trifft und nicht aus besonderen Gründen die Anwendung des Jugendstrafrechts geboten ist, um den Jugendlichen von strafbaren Handlungen abzuhalten.
Bei jungen Erwachsenen durfte von 2016 bis 2019 auf keine strengere als eine Freiheitsstrafe von fünfzehn Jahren erkannt werden. Das Mindestmaß aller angedrohten zeitlichen Freiheitsstrafen richtete sich nach jenem bei Jugendlichen (§ 19 JGG). Seit 1. Jänner 2020 werden junge Erwachsene aber bei strafbaren Handlungen gegen Leib und Leben, gegen die sexuelle Integrität und Selbstbestimmung, gegen das Völkerrecht, bei Taten als Mitglied einer kriminellen Vereinigung und bei Terrorismus wie ältere Erwachsene bestraft, es sei denn, dass es sich um Taten handelt, für die die Höchststrafe weniger als 5 Jahre Freiheitsstrafe beträgt. Lebenslange Freiheitsstrafe darf aber gegen junge Erwachsene nicht verhängt werden, die Höchststrafe beträgt 20 Jahre Freiheitsstrafe (§ 19 Abs. 4 JGG).

## Schweiz
Das Schweizer Jugendstrafrecht gilt für Personen ab Vollendung des 10. bis zur Vollendung des 18. Lebensjahres. Ab Vollendung des 18. Lebensjahres kommt Erwachsenenstrafrecht zur Anwendung. Sind gleichzeitig eine vor und eine nach Vollendung des 18. Altersjahres begangene Tat zu beurteilen, so ist hinsichtlich der Strafen nur das Strafgesetzbuch anwendbar (Art. 3 Jugendstrafgesetz JStG). Für die Altersstufe der 18- bis 20-Jährigen gibt es keine besonderen Regelungen.